# Douglas McDonald
Douglas John McDonald (ur. 11 maja 1935 w Thorsby) – kanadyjski wioślarz, srebrny medalista olimpijski.
Wystąpił na igrzyskach olimpijskich w Melbourne w 1956, gdzie Kanadyjczycy w składzie: Philip Kueber, Richard McClure, Robert Wilson, David Helliwell, Donald Pretty, Bill McKerlich, Douglas McDonald, Lawrence West i Carlton Ogawa (sternik) zdobyli srebrny medal w ósemkach. W wyścigu finałowym o 1,9 sekundy przegrali z osadą USA, a o 2,1 sekundy pokonali Australijczyków. Był to jego jedyny start olimpijski.
Ponadto zdobył złoty medal w ósemkach na igrzyskach Imperium Brytyjskiego i Wspólnoty Brytyjskiej w Vancouver w 1954. 
Kształcił się na Uniwersytecie Kolumbii Brytyjskiej. Dwukrotnie zdobywał mistrzostwo Kanady, w ósemkach w latach 1954 i 1956. 